# 1783
Cette page concerne l'année 1783  du calendrier grégorien. Pour l'année 1783 av. J.-C., voir 1783 av. J.-C.
L'année 1783 est une année commune qui commence un mercredi.

## Événements
- 9 janvier, Calcutta : le gouverneur de la Compagnie anglaise des Indes orientales Warren Hastings envoie une seconde mission au Tibet conduite par le capitaine Samuel Turner, à l’occasion de la reconnaissance du panchen-lama (fin en mars 1784)[1].

- 3 février : l'Espagne reconnaît l'indépendance des États-Unis d'Amérique[2].
- 4 février : le Royaume-Uni déclare vouloir cesser les hostilités avec les États-Unis[3].
- 11 et 12 février : tremblement de terre à Saint-Domingue[4].
- 10 mars : bataille au large de la Floride, dernier engagement naval de la guerre d'indépendance des États-Unis[5].

- Mai, Birmanie : fondation d'une nouvelle capitale, Amarapura[6].

- 19 juin : début du siège de Mangalore par le sultan de Mysore Tippoo-Sahib. Le 21 juillet, ses alliés français, apprenant les préliminaires de paix, l’abandonnent[7]. Malgré cela, Tippoo-Sahib prend l’offensive et conquiert Mangalore le 29 janvier 1784[8].
- 20 juin : bataille indécise entre les flottes française et britannique à Gondelour en Inde[9].

- 1er août, Japon : éruption du Asama-Yama causant la mort de plus de 1 500 personnes[10].

- Été : début de la Grande famine de Tenmei dans tout le Japon[11], particulièrement dans les régions rurales du Nord-est, l’île de Kyushu et celle de Shikoku (fin en 1788) ; près d’un million de personnes en seraient mortes et les cas de cannibalisme se multiplient. Soulèvements paysans. Des hordes d’affamés fuient les campagnes pour tenter de survivre dans les villes.

- 3 septembre :

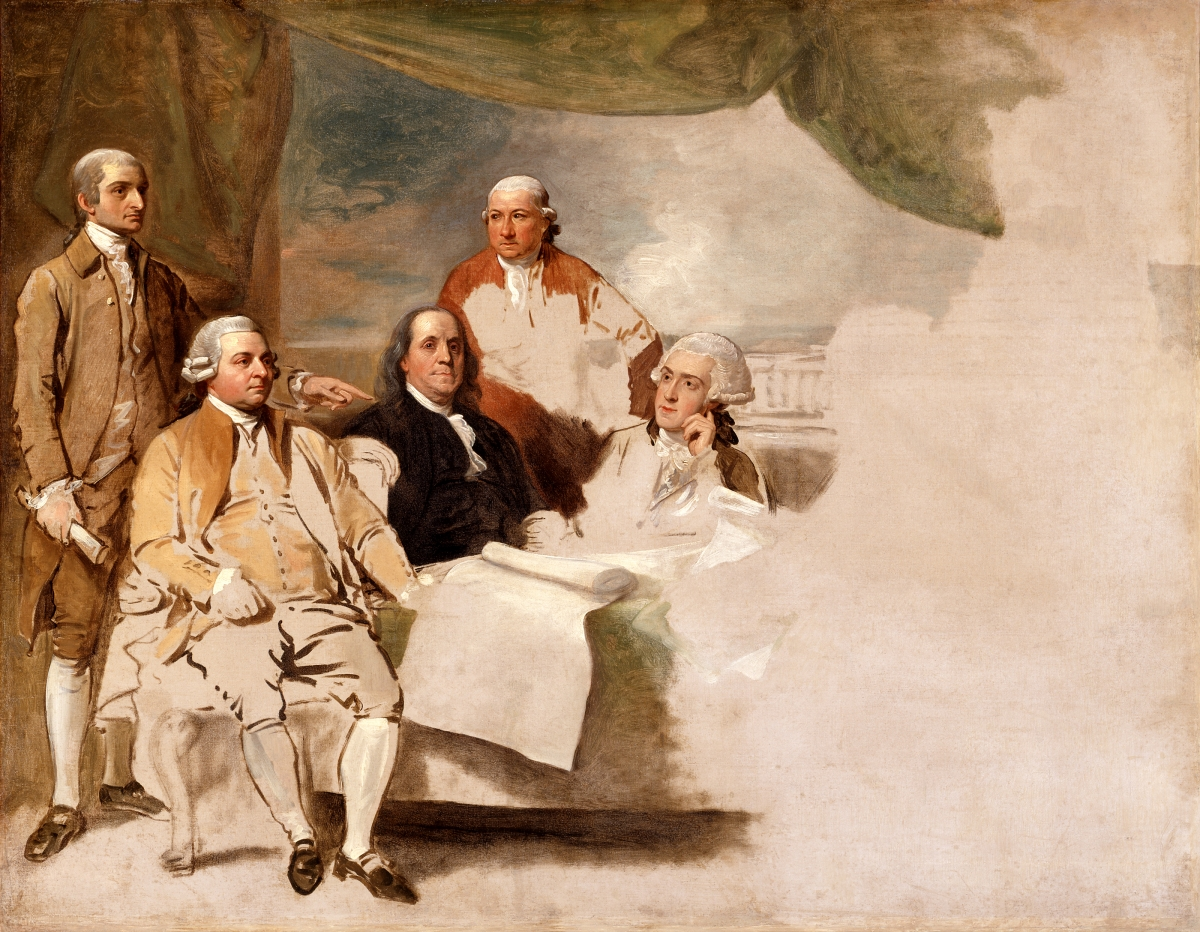
3 septembre : Traité de Paris (1783), toile inachevée de Benjamin West

  - le traité de Paris met un terme à la guerre d'indépendance des États-Unis[12].
  - traité de Versailles. La Grande-Bretagne restitue à l'Espagne Minorque et la Floride, mais garde Gibraltar. Restitution des établissements français de l'Inde. La Gambie devient possession britannique. La France récupère ses comptoirs sur les côtes du Sénégal[12].

- Début du règne de Rwebishengye, omugabe (roi) de l’Ankole, au sud de l'Ouganda actuel (fin en 1811)[13].

### Europe
- 16 janvier : patente du mariage qui établit le mariage civil en Autriche[14].
- 20 janvier : signature à Versailles des préliminaires de paix entre la France, l'Espagne et la Grande-Bretagne[12].
- 22 janvier : le Renunciation act accorde à l'Irlande sa pleine autonomie législative[15].

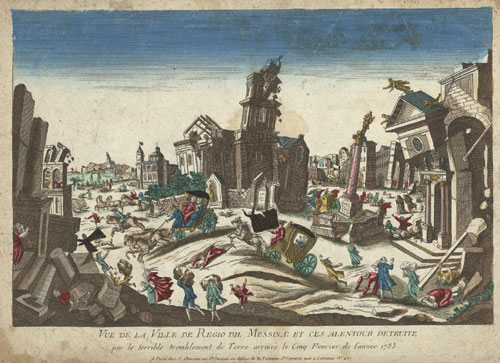
5 février : tremblement de terre à Messine

- 5 février[10] : un tremblement de terre fait 50 000 victimes en Calabre en Italie. Le Parlement des Deux-Siciles fait un don de 400 000 écus pour les sinistrés de Messine, qui est répartie en faveur de 70 familles selon l’ancien système, ce qui provoque l’opposition du duc de Caracciolo.
- Février : coalition Fox-North au Royaume-Uni[16].

- 18 mars, Espagne : réhabilitation des professions méprisées[17] parce qu’autrefois exercées par les Juifs : tanneur, cordonnier, forgeron, tailleur…
- 31 mars : « Systematica gentis Judaicae regulatio » (Régularisation systématique du statut des Juifs) en Hongrie[18]. Ils bénéficient de l’accès aux villes, de l’exercice de l’industrie, de l’admission dans les écoles chrétiennes sans porter de signes distinctifs.

- 2 avril : William Cavendish-Bentinck devient lord de la trésorerie et chef du ministère dit de la coalition Fox-North au Royaume-Uni[19].
- 19 avril (8 avril du calendrier julien) : manifeste de Catherine II de Russie sur l’annexion de la Crimée[20], préparée par Potemkine qui reçoit le titre de Prince de Tauride.
  - Le khan de Crimée Şahin Giray, menacé par des révoltes intérieures, appelle les Russes à l’aide. La Russie annexe unilatéralement la Crimée après trois siècles d'administration ottomane, et des paysans allemands s'y établissent. Construction de la forteresse de Sébastopol.

- 12 mai : en Espagne, le comte Campomanes (1723 - 1803), devient président du conseil de Castille[21] par intérim (titulaire en 1786, fin en 1791). Il soutient les réformes fiscales, le développement agricole par la colonisation de la Sierra Morena, et la mise en place d’un système bancaire.

- 8 juin : début de l'éruption des Lakagígar, en Islande (fin le 7 février 1784)[22]. Elle cause la mort par la faim de 9 350 personnes[23] (soit environ 20 % de la population de l'île) et provoque de sérieuses perturbations climatiques dans le monde entier et plus particulièrement en Europe. Le climat planétaire en sera modifié pendant plus de 5 ans[24].
- 16 juin : les Quakers britanniques fondent une association antiesclavagiste[25].
- 23 au 26 juin : entrevue de Gustave III de Suède et de Catherine II de Russie à Fredrikshamn[26].

- 24 juillet : traité de Georgievsk[27]. La Russie prend le contrôle des affaires étrangères du royaume géorgien de Karthlie et de Kakhétie grâce à un accord de protectorat.

- 3 septembre : traité de Versailles. L’Espagne récupère la Floride et Minorque en gage de sa participation à la guerre d'indépendance des États-Unis. Gibraltar, assiégé depuis deux ans, demeure britannique[12]. L’expansion maritime et coloniale de la Grande-Bretagne est stoppée (1783-1830).

- 13 décembre, Saint-Pétersbourg : création d’une école d’instituteurs sur le modèle autrichien en Russie[28], sous l’influence du pédagogue autrichien Jankovic de Mirievo (de)[29].
- 17 décembre : à la suite des manœuvres de Georges Nugent-Temple sur la question du bill de l'Inde de Fox, le Parlement britannique vote une condamnation considérant l'influence que détient le souverain dans le vote parlementaire comme « un grand crime »[19]. William Pitt le Jeune et Georges Nugent-Temple sont dans l'obligation de démissionner.
- 18 - 19 décembre: George III du Royaume-Uni dissout la Coalition Fox-North ; début du premier ministère whig de William Pitt le Jeune, Premier ministre du Royaume-Uni à l'âge de 24 ans (fin en 1801)[19]. Il met en œuvre de vastes réformes.

- Réforme de l’enseignement dans la monarchie habsbourgeoise : établissement de classes élémentaires, de gymnases secondaires et d’établissements universitaires à vocation plus large. L’enseignement est dispensé en allemand[30]. La commission d’éducation et de censure voit son action étendue à toute la monarchie autrichienne[31]. Le système permet l’alphabétisation des masses, mais se révèle catastrophique pour les universités.
- Réorganisation et sécularisation des biens de l’Église dans les États des Habsbourg[32]. Création de nombreuses paroisses (263 en Basse-Autriche, 180 en Moravie, plus de 1000 en Hongrie) et de plusieurs diocèses (Linz, Saint-Pölten, Ljubljana, Hradec Kralove, Budejovice) dont les évêques et les prêtres sont payés par le gouvernement. L’église devient l’instrument du pouvoir.

## Naissances en 1783
- 23 janvier : Henri Beyle, dit Stendhal, romancier français († 23 mars 1842).

- 16 février : Jean-Baptiste d'Omalius d'Halloy, géologue, à Liège († 15 janvier 1875).
- 19 février : Ambroise Louis Garneray, corsaire, peintre de la Marine, dessinateur, graveur et écrivain français († 11 septembre 1857).
- 28 février : Alexis Billiet, cardinal français, archevêque de Chambéry († 30 avril 1873).

- 9 mars : Robert von Langer, peintre allemand († 6 octobre 1846).
- 15 mars : Pierre-Julien Gilbert, peintre de la marine français († 21 septembre 1860).
- 25 mars : Paulin Guérin, peintre français († 19 janvier 1855).

- 6 mai : Joseph Ridgway, homme politique américain († 1er février 1861).

- 8 juin : Benjamin Collins Brodie, physiologiste et chirurgien britannique († 21 octobre 1862).
- 9 juin : Thomas Sully, peintre américain († 5 novembre 1872).
- 11 juin : Pietro Nocchi, peintre néoclassique italien († 14 août 1854).
- 20 juin : Friedrich Dotzauer,  violoncelliste et compositeur allemand († 6 mars 1860).

- 21 juillet : 
  - Charles-Tristan de Montholon, général français († 21 août 1853) ;
  - Charles Yves César Cyr du Coëtlosquet, général français († 23 janvier 1836).

- 24 juillet : Simón Bolívar né à Caracas au Venezuela. C'est le futur El Libertador de l'indépendance des colonies espagnoles d'Amérique du Sud († 17 décembre 1830).

- 2 août : Sulpiz Boisserée, artiste allemand († 2 mai 1854).

- 1er septembre : Johann Friedrich Helmsdorf, peintre et graveur allemand († 28 janvier 1852).
- 19 septembre : Jean-Pierre Sudre,  peintre et graveur français († juillet 1866).
- 20 septembre : María Dolores Bedoya, militante indépendantiste guatémaltèque († 9 juillet 1853).
- 23 septembre : Peter von Cornelius, peintre et fresquiste romantique allemand († 6 mars 1867).

- 1er octobre : Jean-Charles Develly, dessinateur et peintre français († 18 décembre 1862).

- 16 novembre : Curro Guillén (Francisco Herrera Rodríguez), matador espagnol († 21 mai 1820).
- 29 novembre : Tomás de Anchorena, homme politique, homme d’affaires et avocat espagnol puis argentin († 29 avril 1847).

- 14 décembre : Alexandre-François Caminade, peintre français († 27 mai 1862).
- 23 décembre : Heinrich Praeger, maître de chapelle, violoniste, guitariste et compositeur († 7 août 1854).
- 27 décembre : Rosalie Delafontaine, artiste peintre francaise († 29 avril 1821)

- Date inconnue :
- Miguel Estanislao Soler, homme politique et militaire espagnol puis argentin († septembre 1849).

## Décès en 1783
- 10 février : James Nares, organiste, claveciniste et compositeur anglais (° 19 avril 1715).

- 2 mars : Francisco Salzillo, sculpteur baroque espagnol (° 1707).
- 22 mars : Ferenc III Nádasdy, militaire et homme d’État autrichien (° 30 septembre 1708).
- 23 mars : Gaspard Fritz, violoniste et compositeur genevois (° 18 février 1716).

- 8 avril : Caroline-Louise de Hesse-Darmstadt, margravine de Bade, artiste, collectionneuse et botaniste (° 11 juillet 1723).
- 13 avril : Michel-François Dandré-Bardon, peintre, dessinateur et graveur français (° 22 mai 1700).
- 16 avril : Saint Benoît Joseph Labre, pénitent français (° 26 mars 1748).
- 24 avril : Grigori Orlov, aristocrate russe (° 17 octobre 1734).

- 19 juin : Henry Lloyd, militaire gallois, auteur d'ouvrages d'histoire et de tactique militaires, né vers 1720.

- 26 août : Sebastiano Ceccarini, peintre baroque italien (° 17 mai 1703).

- 6 septembre : Carlo Antonio Bertinazzi, dit Carlin, acteur et dramaturge italien (° 2 décembre 1710).
- 18 septembre : Leonhard Euler, mathématicien  et physicien suisse (° 1720).
- 19 septembre : Lovell Stanhope, homme politique britannique (° 15 avril 1707).
- 27 septembre : Étienne Bézout, mathématicien français (° 31 mars 1730).

- 6 octobre : Caspar Wolf, peintre suisse (° 3 mai 1735).
- 20 octobre : Juan Agustín Morfi, missionnaire franciscain espagnol envoyé en Nouvelle-Espagne (Mexique), historien et chroniqueur (° 1735).
- 29 octobre : Jean le Rond d'Alembert, mathématicien, philosophe et encyclopédiste français (° 16 novembre 1717).

- 20 décembre : Antonio Soler, religieux, compositeur, organiste et claveciniste espagnol (° 3 décembre 1729).

- Date précise inconnue :
  - Violante Beatrice Siries, peintre italienne (° 1709).
  - Thomas Vincent, compositeur anglais de musique baroque (° 1720).
  - Jean-Baptiste Denoville, navigateur français (°  23 juin 1732).
  - Richard Croftes, homme politique britannique (° 1740).